# Shri Thanedar

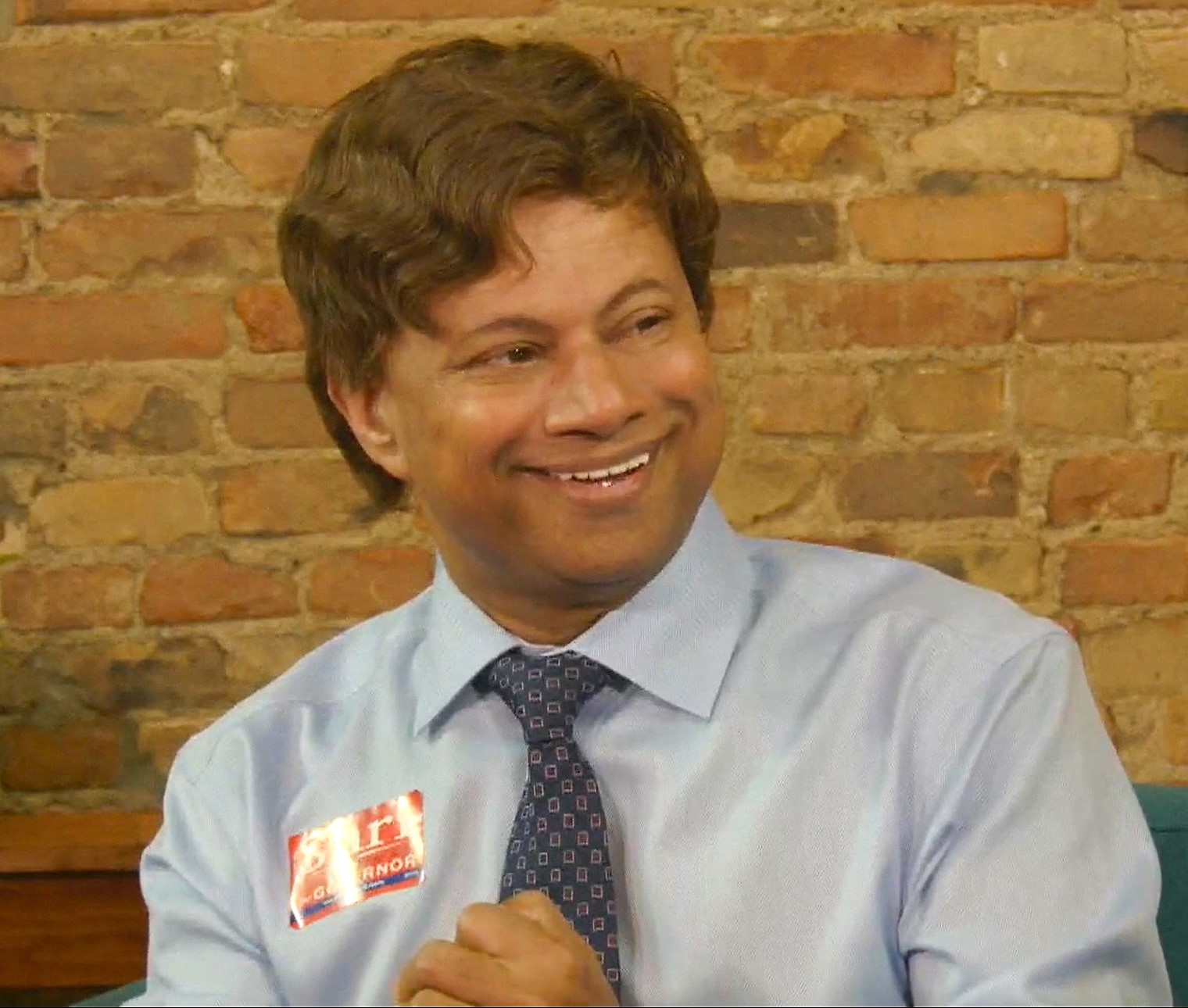
Shri Thanedar (Juni 2018)

Shri Thanedar (* 22. Februar 1955 in Belgaum, Indien) ist ein US-amerikanisch-indischer Unternehmer und Politiker der Demokratischen Partei. Er ist seit dem 3. Januar 2023 Mitglied der US-Repräsentantenhauses, dort vertritt er den 13. Kongressbezirk von Michigan.

## Leben

### Werdegang
Shri Thanedar wurde als einer von sechs Geschwistern in einer armen Familie in Indien geboren. Als sein Vater 1969 mit 55 Jahren aus gesundheitlichen Gründen gezwungen wurde, in Rente zu gehen, war der damals 14-jährige Shri Thanedar gezwungen, Gelegenheitsjobs anzunehmen, um so die Familienkasse aufzubessern. Im Alter von 18 Jahren erwarb er 1973 seinen Bachelor in Chemie und schrieb sich danach an der University of Mumbai ein, mit dem Ziel, den Master zu bekommen. Diesen erwarb er im Jahr 1977.
1979 kam Thanedar im Alter von 24 Jahren in die USA. Er wurde Student an der University of Akron im US-Bundesstaat Ohio. 1982 erwarb er den Doktortitel in Chemie. Mitte der 1980er Jahre lehrte er kurzzeitig an der University of Michigan, ehe er 1984 eine Anstellung als Forscher beim Chemieunternehmen Petrolite Corp in St. Louis (Missouri) fand. Im Jahr 1988 bekam er die US-amerikanische Staatsbürgerschaft.
1990 wurde er Unternehmer, als er zunächst für 15 Dollar die Stunde eine Anstellung bei Chemir/Polytech Laboratories nahm. 1991 erwarb er, nachdem er einen Kredit in der Höhe von 75.000 Dollar bewilligt bekommen hatte, das Unternehmen. Im ersten Jahr erzielte das Unternehmen, bei einem Personalstand von drei Personen, 150.000 Dollar. 2005 bereits beschäftigte Chemir/Polytech Laboratories 160 Mitarbeiter, darunter 40 Chemiker und erwirtschaftete einen Umsatz in der Höhe von knapp 16 Millionen Dollar. Im Jahr 2011 wurde Chemir von Thanedar mit 23 Millionen Dollar verkauft.
2010 ging Thanedar kurzzeitig in den Ruhestand. Doch bereits ein Jahr später, 2011, gründete er, zusammen mit seinem Sohn Neil Avomeen Analytical Services, ein Forschungslabor mit Sitz in Ann Arbor. 2015 und 2016 zählte es zu einem der 5000 am schnellsten expandierenden Unternehmen in den USA. 2016 verkaufte er einen Großteil seiner Anteile und teilte den Umsatz von 1,5 Millionen Dollar unter seinen 50 Mitarbeitern auf. Heute hält Thanedar 40 Prozent Anteile an Avomeen.
Shri Thanedar war zweimal verheiratet. Im Mai 1984 trat er mit der ebenfalls aus Indien stammenden Shamal vor den Traualtar. Die beiden bekamen zwei gemeinsame Söhne, Neil und Samir. Im Oktober 1996 verübte seine Frau, die an Depressionen litt, Suizid. Kurz danach lernte er Shashi kennen, eine Frau, die ebenfalls verwitwet war. Beide heirateten im August 1999 und sind bis heute verheiratet.
Er schrieb zudem Autobiographien. 2004 publizierte er ही 'श्री' ची इच्छा ! (This Is Shri's Wish), in Marathi. Und 2008 erschienen seine Erinnerungen unter dem Titel The Blue Suitcase: Tragedy and Triumph in an Immigrant's Life auch in Englischer Sprache.

### Politische Karriere

#### Gouverneurskandidatur
Thanedars politische Karriere begann er im April 2017, als er bekannt gab, als Kandidat der Demokraten für das Amt des Gouverneurs von Michigan zu kandidieren. Thanedars Chancen standen zunächst schlecht, da er in Umfragen zunächst nur bei 2 bis 3 Prozentpunkten lag. Doch nach einem Werbespot, den er am Super-Bowl-Wochenende im Februar 2018 veröffentlichte, verbesserten sich seine Werte dramatisch. So lag er mit bis zu 30 Prozentpunkten im Umfragen bereits vor seiner schärfsten parteiinternen Rivalin, Gretchen Whitmer. Doch plötzlich begannen Journalisten von The Intercept und Huffpost Thanedars Vergangenheit zu beleuchten. Diese fanden heraus, dass er in der Vergangenheit zwar bei 18 Gelegenheiten Kandidaten der Demokraten mit finanziellen Spenden bedacht hatte, aber auch im Jahr 2008 die Kampagne des republikanischen Präsidentschaftskandidaten John McCain. Auch soll er vor seiner Kandidatur auf Fragen von Journalisten, die wissen wollten, ob er als Demokrat oder Republikaner kandidieren wolle, sich lange Zeit nicht festgelegt haben. Darum bezweifelten Kritiker, ob Thanedar wirklich so progressiv sei, wie er vorgab, zu sein. Auch musste er sich Anschuldigungen erwehren, wonach in einer seiner ehemaligen Forschungseinrichtungen Labortiere vorsätzlich gequält worden wären. Diese Anschuldigungen schadeten Thanedars Kampagne derart, dass er bei der parteiinternen Vorwahl mit 17,7 Prozentpunkten hinter Whitmer (52 Prozent) und Abdul El-Sayed (30,2 Prozent) nur noch den dritten Platz belegte.

#### Abgeordneter
Zwei Jahre später, 2020, kandidierte er mit Erfolg für einen Sitz im Repräsentantenhaus von Michigan, dem er ab dem 1. Januar 2021 für zwei Jahre angehörte. Er hatte sich hierfür im 3. Wahlkreis unter acht Kandidaten in der Vorwahl mit 34,9 Prozent durchgesetzt und die Hauptwahl mit 93,3 Prozent durchgesetzt.
Bei den Wahlen zum Repräsentantenhaus der Vereinigten Staaten, die im November 2022 stattfanden, kandidierte Thanedar im 13. Kongresswahlbezirk von Michigan, einem traditionell demokratischen Wahlkreis. Die Vorwahl der Demokraten mit neun Kandidaten gewann Thanedar mit 28,3 Prozent. Dort setzte er sich mit 71,1 % der Stimmen gegen den Republikaner Martell Bivings und zwei weitere Kandidaten durch. Somit vertritt Thanedar Michigan seit dem 3. Januar 2023 im Repräsentantenhaus. Es war das erste Mal seit den 1950ern, dass das zu etwa 80 Prozent von Afroamerikanern bewohnte Detroit nicht von einem Schwarzen im Kongress vertreten war.
Zur folgenden Kongresswahl 2024 trat er zur Wiederwahl an. Bereits vor der Vorwahl wurde Adam Hollier, einer von Shri Thanedars Hauptrivalen disqualifiziert. Er trat dann in der Vorwahl gegen die Abgeordnete im Stadtrat von Detroit Mary Waters und die Anwältin Shakira Hawkins in der Vorwahl an. Er gewann die Vorwahl mit 54,9 Prozent. In der Hauptwahl trat wie bei der Wahl 2022 der Republikaner Martell Bivings gegen Thanedar an und erneut setzte sich Shri Thanedar mit 68,6 Prozent durch. Seine aktuelle und zweite Legislaturperiode im Repräsentantenhaus des 119. Kongress dauert noch bis zum 3. Januar 2027.